# Кроамер
Кроамер (фр. Croismare) насеље је и општина у североисточној Француској у региону Лорена, у департману Мерт и Мозел која припада префектури Линевил.
По подацима из 2011. године у општини је живело 613 становника, а густина насељености је износила 39,04 становника/km². Општина се простире на површини од 15,7 km². Налази се на средњој надморској висини од 232 метара (максималној 293 m, а минималној 224 m).

## Демографија
| 1962. | 1968. | 1975. | 1982. | 1990. | 1999. | 2011. |
| ----- | ----- | ----- | ----- | ----- | ----- | ----- |
| 647   | 668   | 608   | 617   | 638   | 596   | 613   |

График промене броја становника у току последњих година